# Kaliningrad
Kaliningrad (russisk: Калининград, tr. Kaliningrad, russisk udtale: [kəlʲɪnʲɪnˈɡrat]), indtil 1946 kendt som Königsberg (tysk: Königsberg; litauisk: Karaliaučius; polsk: Królewiec; russisk: Кёнигсберг, tr. Kjonigsberg), er en storby i Rusland. Den er den største by og det administrative centrum i Kaliningrad oblast, der er en russisk eksklave ved Østersøen mellem Polen og Litauen. Selve byen har 488.690 (2025) indbyggere med op til 800.000 indbyggere i storbyområdet. Kaliningrad er dermed den næststørste by i Ruslands nordvestlige føderale distrikt efter Sankt Petersborg, den tredjestørste by i Baltikum og den syvendestørste by ved Østersøen.
Kaliningrad ligger i den vestlige del af Kaliningrad oblast ved den sejlbare flod Pregolja, der vest for byen løber ud i strandsøen Wisłabugten og videre ud i Østersøen gennem den smalle landtange Wisłalandtangen. Byens havn er Ruslands eneste isfri havn ved Østersøen og er forbundet med det åbne hav gennem den 43 kilometer lange og 6,5 meter dybe Kaliningrad Havkanal. Den russiske østersøflåde har sit hovedkvarter i Kaliningrad, mens dens hovedbase ligger i havnebyen Baltijsk vest for byen. Kaliningrad er desuden områdets uddannelsesmæssige og kulturelle centrum med universiteter, gymnasier, forskningsinstitutioner, teatre, orkestre og museer.
Byen er en gammel tysk hansestad, der blev grundlagt af tyske ordensriddere i 1255 under de nordlige korstog. Den blev grundlagt på stedet for den gammelpreussiske bosættelse kaldet Tvangste og navngivet Königsberg til ære for kong Ottokar 2. af Bøhmen. Den var derefter hovedstad i Østpreussen i det tidligere hertugdømme Preussen. I slutningen af 2. verdenskrig blev byen erobret af Sovjetunionen og i 1946 omdøbt til Kaliningrad efter Sovjetunionens statsoverhoved Mikhail Kalinin. 
Khrabrovo Lufthavn 24 km nord for byen er den største i eksklaven. Ved VM i fodbold 2018 var byen vært for fire af gruppespilskampene på Kaliningrad Stadion.

## Historie
Königsberg efterfulgte et gammelpreussisk fort, der indtil 1255 hed Tvangste (Tuvangste, Tvankste) på gammelpreussisk sprog, der betyder egeskov. Under den Tyske Ordens erobring af Samland i 1255 blev Tvangste ødelagt og erstattet med en ny fæstning kendt som Königsberg. Samberne uddøde omkring 1600-tallet efter at have været udsat for assimilering og germanisering.
Königsberg (tysk; dansk: ~ kongens bjerg) blev grundlagt i 1255 af den Tyske Orden under deres erobring af Preussen, der markerede begyndelsen på germaniseringen af området, der tidligere havde været beboet af preusserne, en baltisk stamme. Byen blev opkaldt efter kong Ottokar 2. af Bøhmen, der kom til området med de baltiske eller nordiske korsfarere.
Efter tabet af Marienburg til Polen blev Königsberg fra 1457 hovedstad i den religiøse stat under den Tyske Orden, som ved den anden traktat i Thorn i 1466 blev reduceret til hertugdømmet Preussen. Ordenens territorier blev sekulariseret i 1525, og Preussen kom i 1618 i personalunion med Brandenburg under kurfyrsterne Hohenzollern, der i 1701 udråbte kurfyrstedømmet Brandenburg og hertugdømmet Preussen som kongeriget Preussen. Som en del af kongeriget Preussen var Preussen (siden 1772 kaldt Østpreussen) efter det Tysk-romerske riges fald i 1806 en del af den tyske konføderation (Deutscher Bund) 1815-66 og af det tyske kejserrige fra 1871.
Königsberg blev et center for kundskab, specielt matematik, og fostrede flere prominente matematikere som Christian Goldbach og David Hilbert samt filosoffen Immanuel Kant. I 1736 anvendte matematikeren Leonhard Euler placeringen af broer og øer ved Königsberg som udgangspunkt for de syv königsbergske broer, et matematisk problem, der blev grundlaget for topologien.
Under 2. verdenskrig blev store dele af byen jævnet med jorden af britiske bombeangreb i 1944. Den historiske bymidte blev fuldstændig ødelagt, herunder domkirken, slottet, alle kirkerne i den gamle bykerne, det gamle og det ny universitet og det gamle havnekvarter.
9. april 1945 overgav den militære ledelse af byen under general Otto Lasch sig til de sovjetiske styrker, og byen blev overladt til Den Røde Hær. De fleste indbyggere var flygtet til det centrale Tyskland, og de ca. 200.000, der blev tilbage, blev deporteret af Sovjetunionen i 1945-49.
I 1946 omdøbtes byen til Kaliningrad efter Sovjetunionens formelle statsoverhoved, Mikhail Kalinin. Efter Sovjetunionens sammenbrud i 1991 blev det diskuteret at give byen dens gamle navn tilbage,[kilde mangler] lige som det skete i St. Petersburg (Leningrad). Den russiske stavemåde af navnet Königsberg er Кёнигсберг (tr. Kjonigsberg).
Efter 60 år hvor Kaliningrad fortrinsvis blev brugt som flådebase af Sovjetunionen, har byen i dag stor befolkningstilvækst pga. at mange flytter til Kaliningrad fra den øvrige del af Rusland og andre lande, der tidlige var en del af Sovjetunionen, heriblandt mange rige russere. Det har medført et stort byggeboom i 2002-2008, men det er svært for den jævne lønmodtager at købe bolig. Der er ikke de samme muligheder som i Danmark for at optage lån til køb af bolig. Med hjælp fra tyske midler er en del kulturminder som Königsberger Dom blevet genopbygget.
Ved skæbnens ironi er eksklaven atter et stridens æble i stormagtspolitikken. I 1930'erne ville tyskerne have en landkorridor mellem Königsberg og resten af Tyskland, efter at Østpreussen var blevet skilt fra resten af landet efter 1. verdenskrig. I dag er det Rusland, der kræver frie rejsemuligheder mellem Kaliningrad og Rusland gennem EU-landene Litauen og Polen, der er en del af Schengen-samarbejdet.

## Geografi

### Topografi
Kaliningrad ligger i den vestlige del af Kaliningrad oblast. Den ligger 4,8 meter over havets overflade i et landskab, der er præget af brede sletter, undertiden afbrudt af morænebakker. Byen ligger ved den sejlbare flod Pregolja (russisk: Преголя, tr. Pregolja; tysk: Pregel), der vest for byen løber ud i strandsøen Wisłabugten (russisk: Калининградский залив, tr. Kaliningradskij zaliv; tysk: Frishes Haff). Denne er igen adskilt fra Østersøen af den smalle halvø Wisłalandtangen (russisk: Балтийская коса, tr. Baltijskaja kosa; tysk: Frische Nehrung; polsk: Mierzeja Wiślana). Mod nord og vest grænser byen op til halvøen Samland og mod øst og syd op til Pregolja-lavlandet.

### Klima
Kaliningrads klima er under indflydelse af atlantiske luftstrømme. Januar er den koldeste måned med – 2,3 grader Celsius, juli er den varmeste med + 17,4 grader Celsius. Årsgennemsnittet er + 7,3 grader Celsius (Danmark 7-8 grader Celsius). Nedbøren er 654 mm. pr. år.

## Demografi
Kaliningrad har et beregnet indbyggertal på 488.690 (2025) indbyggere. Ved den seneste folketælling i Rusland i 2020 havde byen et indbyggertal på 490.449 indbyggere.
| 1897    | 1939    | 1945   | 1956    | 1959    | 1970    | 1979    | 1989    | 2002    | 2010    | 2020    |
| ------- | ------- | ------ | ------- | ------- | ------- | ------- | ------- | ------- | ------- | ------- |
| 162.000 | 372.164 | 73.000 | 188.000 | 203.570 | 296.962 | 354.788 | 401.280 | 430.003 | 431.491 | 490.449 |

## Politik og administration
Kaliningrad er hovedby i Kaliningrad oblast, en af Den Russiske Føderations oblaster (regioner). Den nuværende borgmester er Oleg Aminov.

## Transport og infrastruktur
Kaliningrads havn er Ruslands eneste isfri havn ved Østersøen. Kaliningrad Havkanal, en 43 kilometer lang og 6,5 meter dyb kanal gennem Wisłabugten og Wisłalandtangen, forbinder havnen med havnebyen Baltijsk og det åbne hav.
Kaliningrads internationale lufthavn, Khrabrovo Lufthavn, ligger 24 km nord for byen nær landsbyen Khrabrovo. Den er den største lufthavn i Kaliningrad oblast.

## Økonomi og erhverv

### Erhverv
Kaliningrad er del af en særlig russisk økonomisk zone, som har medført høj økonomisk vækst med investeringer fra mange tyske og danske firmaer inden for landbrugssektoren. Derudover er vigtige erhvervsgrene i Kaliningrad fiskeriet, skibsværfter (Jantar-værftet), maskinindustri (bl.a fjernsynsfremstilling) samt bilfabrikken Avtotor.

## Militær
Kaliningrad var et af de stærkest militariserede områder i Europa i sovjettiden. Det var oprindeligt hovedkvarter for Østersøregionens Militære Distrikt. Kaliningrad har været hovedkvarter for Østersøflåden, både før og efter Sovjetunionens opløsning. Havnen har stor taktisk og strategisk betydning. Både det russiske luftvåben og flåde har baser i Kaliningrad.

## Uddannelse
Kaliningrad er hjemsted for Immanuel Kant Universitetet, Baltisk Institut for Økonomi og Finans samt et Fiskeriakademi.

## Kultur

### Museer
I Kaliningrad findes Immanuel Kant Museet, Museet for Historie og Kunst (med en kendt preussisk samling) og et ravmuseum. På et skib – "Witjas" – i floden findes Oceanografisk Museum. 

### Musik og teater
Byen er hjemsted for Kaliningrad Filharmonikerne, Kaliningrad Kammerorkester, et sangkor, et dramateater og et dukketeater (Kaliningradskij Teatr Kukol).

### Arkitektur og bymiljø
Hvor byen før krigen var tæt bebygget, er der nu parker og brede alleer, så Kaliningrad virker meget grøn. Domkirken er istandsat, lige som de gamle byporte stadig står. Der findes en luthersk kirke samt en nybygget russisk ortodoks kirke – Kristi Frelserkirke. 

### Parker og rekreative områder
Der er en botanisk og en zoologisk have i byen. Fra bus- og togstationen er der forbindelse til Zelenogradsk og Svetlogorsk, der er badesteder med fine sandstrande.

## Berømte bysbørn

### Kultur og videnskab
- Immanuel Kant (1724–1804), tysk filosof
- E.T.A. Hoffmann (1776–1822), tysk forfatter, komponist, kunstmaler
- Friedrich Bessel (1784–1846), tysk astronom, matematiker og fysiker
- David Hilbert (1862-1943), tysk matematiker
- Käthe Kollwitz (1867-1945), tysk kunstner

### Andre
- Aleksej Leonov (1934–2019), sovjetisk kosmonaut
- Ljudmila Putina (født 1957), tidligere ægtefælle til Ruslands præsident Vladimir Putin

## Galleri
- Luftfoto af Kaliningrad
- Den genopførte domkirke